# Lithosia innshanica
Lithosia innshanica là một loài bướm đêm thuộc phân họ Arctiinae, họ Erebidae.